# Happiness in Slavery
«Happiness in Slavery» (в пер. з англ. «Щастя в рабстві») — п'ята композиція на міні-альбомі «Broken» американського індастріал-гурту Nine Inch Nails, що стала першим синглом з міні-альбому. В 1996 році Nine Inch Nails отримали премію Нагорода Греммі в номінації «Найкраще виконання в стилі метал» («Best Metal Performance») за виступ з піснею на фестивалі Woodstock '94.

## Версії
На міні-альбомі «Broken» 1992 року і однотрековому промо-синглі
- «Happiness In Slavery» — 5:21

На міні-альбомі реміксів «Fixed»
- 3 · «Happiness in Slavery» (ремікс Трента Резнор, Кріса Вренни, P.K.) — 6:09
- 6 · «Screaming Slave» (ремікс Резнор, Вренни, Білла Кеннеді, Шона Біва, Мартіна Брумбаха, Боба Фланагана) — 8:00

На промо-синглі «Happiness in Slavery» (тільки на lP грамплатівці) 
- A1 · «Happiness in Slavery» (версія «Fixed») — 6:09
- A2 · «Happiness in Slavery» (|Sherwood Slave remix) — 2:17
- B1 · «Happiness in Slavery» (PK Slavery remix) — 5:41
- B2 · «Happiness in Slavery» (версія «Broken») — 5:21

## Відео
Кліп, знятий Джоном Рейссом, був випущений в 1992 році, його чорно-біле зображення поряд з шокуючими візуальними спецефектами справляє сильне враження.
Чоловік (зіграний Бобом Фланаганом) в костюмі з краваткою входить у кімнату. Оглянувши приміщення, він ставить квітку в вазу на полиці та запалює свічку, що стоїть поруч. Після чого він роздягається, акуратно складаючи речі на стіл під полицею. Абсолютно голий, він йде до невеликої ванної, над якою висить дзеркало, і починає обмивати себе, періодично дивлячись на своє відображення. Закінчивши, він підходить до загадкового пристрою в центрі кімнати та лягає на нього.
Раптово пристрій «оживає». Навколо зап'ясть та щиколоток людини замикаються кайдани, голки починають протикати його руки. Він з цікавістю спостерігає за цим, відчуваючи біль і задоволення одночасно. Щипці та струбцина починають відтягувати його геніталії. Безліч щипчиків тягнуть та рвуть його шкіру, що, здається, приносить йому ще більше задоволення. Кілька дрилів починають свердлити його тіло в різних місцях, кров ллється на підлогу. Підлога в кімнаті покрита брудом, а під пристроєм росте невеликий сад, який ніби удобрюється кров'ю, у ньому повзають черв'яки.
Нарешті кілька дробарок розламують тіло людини. Всі ці дії доводять його до екстазу перш, ніж він остаточно вмирає. Машина накриває його тіло і перемелює в добрива для саду, після чого самоочищається і «чекає» наступну жертву.
В кінці відео в кімнату входить інший чоловік (Трент Резнор), одягнений в такий самий костюм, який виконує ті ж дії, що і попередній.
Ходять чутки, що єдиною «нереальною» частиною відео була заключна - вбивство людини пристроєм, всі інші сцени були справжніми. Кров була створена за допомогою бананового пюре і шоколаду і виглядала дуже реалістично в чорно-білому кадрі.
Відео було суворо заборонено до показу одразу після появи за вкрай жорстокі сцени насильства та показ детальної наготи. Його можна побачити на DVD «Closure» і в короткометражному фільм Пітера Крістоферсона «Broken». Воно також було включене в програму «Too Much 4 Much» англійського телеканалу MuchMusic, яка показує заборонені з тих чи інших причин кліпи.
У коментарях до відео Резнор сказав, що воно не створювалося, щоб шокувати, це просто «найбільш підхожий візуальний супровід до пісні».

## Живе виконання
Виконання «Happiness in Slavery» було основним елементом на концертах туру «Self Destruct Tour» на підтримку альбому «The Downward Spiral», оскільки в кінці виконання група трощила обладнання. З 1995 року пісня не виконувалася. Однак на концертах в кінці туру «Performance 2007» на підтримку альбому «Year Zero» пісня «The Great Destroyer» починається і закінчується семплами з «Happiness in Slavery» .